# مورد کاربرد

یک نمودار مورد کاربرد خیلی ساده از یک سامانه ویکی

مورد کاربرد (به انگلیسی: Use case) یا مورد استفاده در مهندسی نرم‌افزار و مهندسی سیستم‌ها، یک عبارت چندمعنایی است که ممکن است یکی از دو مفهوم زیر را داشته باشد:
1. یک سناریوی استفاده برای یک تکه از نرم‌افزار است؛ که معمولاً به صورت حالت جمع استفاده می‌شود، و وضعیت‌هایی را که تکه نرم‌افزار می‌تواند در آن مفید باشد را پیشنهاد می‌کند.
2. یک سناریوی بالقوه که در آن به یک سامانه یک درخواست بیرونی (مثل ورودی یک کاربر) می‌رسد و سپس سامانه به آن پاسخ می‌دهد.

اما این مقاله در مورد مورد دوم بحث می‌کند.
یک مورد کاربرد فهرستی از همه «اعمال و گام‌های رویدادی» است که معمولا "تعامل" بین یک «نقش (که در زبان مدل‌سازی یکپارچه UML یک کنشگر (به انگلیسی: actor) نام دارد)» و یک «سامانه» برای دستیابی به یک «هدف» را تعریف می‌کند.
کنشگر می‌تواند یک انسان یا یک سامانه بیرونی دیگر باشد. در مهندسی سامانه، مورد استفاده در سطح بالاتری نسبت به دامنه مهندسی نرم‌افزار استفاده می‌شود، و معمولاً نمایش دهنده ماموریت‌ها یا اهداف ذی‌نفعان است. سپس می‌توان نیازهای جزیی را توسط زبان مدل‌سازی سامانه‌ها (SysML)، یا به عنوان بیانیه‌های قراردادی در اختیار گرفت.